# Der Geburtstag (Patience)
Der Geburtstag ist eine einfache Patience, die mit einem französischen Blatt mit 52 Karten gespielt wird.

## Spielregeln
Wie die meisten Patiencen ist auch der Geburtstag ein Kartenspiel für eine einzelne Person. Als Spielkarten wird ein einfaches Romméblatt mit 52 Karten genutzt.
Vor dem Mischen werden vier Karten aus dem Blatt genommen, die eine erdachte vierstellige Zahl als Ziel ergeben. Diese Zahl kann beispielsweise ein Geburtsjahr sein, darf jedoch keine Null enthalten. Ausgesucht werden vier Zahlkarten unterschiedlicher Kartenfarbe, die jeweils ein Auge mehr angeben als die Zielzahl erfordert. Wenn, wie im Beispiel rechts, die 1956 erreicht werden soll, werden Karten mit den Werten 2, 10, 6 und 7 benötigt. Diese Karten bilden die Startauslage.
Nachdem die Karten ausgelegt wurden, werden die restlichen 48 Karten gemischt und anschließend verdeckt als Talon in die Hand genommen. Von diesem Stapel wird nun eine Karte nach der anderen abgehoben und entweder offen auf einen Ablagestapel gelegt oder, wenn sie um einen Zahlenwert höher ist als eine der ausliegenden Karten und farblich passend ist (steigende Folge), an diese angebaut. Passt nach der Anlage eine offen ausliegende Karte vom Ablagestapel, kann diese ebenfalls abgelegt werden. Ist der Talon abgearbeitet, wird der Ablagestapel ungemischt erneut in die Hand genommen und ein weiteres Mal abhoben, dies geschieht insgesamt viermal. Wenn nach vier Durchgängen alle Karten in der Auslage platziert sind, ist die Patience aufgegangen und gewonnen.

## Belege
1. 1 2 3  „Der Geburtstag“. In: Irmgard Wolter-Rosendorf: Patiencen in Wort und Bild. Falken-Verlag, 1994; S. 47–49. ISBN 3-8068-2003-1.